# Виталий Кличко — Мануэль Чарр
Виталий Кличко — Мануэль Чарр — профессиональный боксёрский двенадцатираундовый поединок в тяжёлом весе за титул чемпиона мира по версии World Boxing Council, которым обладал Виталий Кличко. Поединок состоялся 8 сентября 2012 года на базе спортивного комплекса в «Олимпийский» в Москве.
Поединок проходил с преимуществом действующего чемпиона, который владел инициативой на протяжении всего поединка. Во втором раунде Кличко отправил Чарра в нокдаун, а в 4-м вследствие одного  из попаданий чемпиона у Чарра образовалось рассечение возле правого глаза, из-за чего поединок был остановлен, а победа присуждена Виталию Кличко.
Это выступление стало последним в карьере украинского боксёра, он официально являлся чемпионом мира по версии

## Предыстория
18 февраля 2012 года чемпион мира по версии WBC Виталий Кличко победил британца Дерека Чисору (15-2) и в 8-й раз подряд (после повторного завоевания в бою с Сэмюэлом Питером в 2008 году) успешно защитил свой чемпионский титул.
После этой победы следующим соперником чемпиона стал немец сирийско-ливанского происхождения Мануэль Чарр, который занимал 7-ю позицию в рейтинге WBC. На момент чемпионского боя с Виталием Кличко Чарра был непобежденным боксером, на его счету была 21 победа в 21 поединке. Однако, всего два поединка имели титульный статус, в обоих на кону стоял титул серебренного интернационального чемпиона по версии WBC (англ. World Boxing Council International Silver Title), а его соперниками в этих боях были бразилец Марсело Насименто (15-1) и украинец Тарас Биденко (28-4).

### Прогнозы
Спортивные журналисты и боксёры отмечали, что этот поединок будет не конкурентным для Кличко, а уровень Чарра слишком низок для него. Некоторые эксперты также отмечали, что «ответ на вопрос, продолжит ли свою карьеру Кличко после битвы с Чарром, является чуть ли не большей интригой, чем, собственно, имя победителя главного боя московского вечера бокса 8 сентября» . Бывший чемпион мира в первой тяжелой (по версиям WBC, WBA, WBO, а также журнала The Ring) и тяжелой весовых (по версии WBA) категориях Дэвид Хэй, отмечал что Кличко должен нокаутировать Чарра, а затем полностью перейти из профессионального бокса в политику. Другой боксёр-тяжеловес, бывший соперник Виталия Кличко и претендент на его чемпионский титул — Дерек Чисора, утверждал, что Чарр не сможет противостоять действующему чемпиону, а среди его побед над именитыми соперниками есть только победа над растратившим свои позиции, другим бывшим соперником Кличко-старшего и претендентом на его чемпионский титул (2004) Дэнни Уильямсом.

## Андеркарт
Комментарий: Андеркарт — предварительные боксёрские бои перед основным поединком вечера.
В таблице перечислены результаты всех поединков боксёров.
В каждой строке указан результат поединка. Дополнительно номер поединка обозначен цветом, который обозначает итог поединка. Расшифровка обозначений и цветов представлена в нижеследующей таблице.
| Пример | Расшифровка                     |
| ------ | ------------------------------- |
|        | Победа                          |
|        | Ничья                           |
|        | Поражение                       |
|        | Планируемый поединок            |
|        | Поединок признан несостоявшимся |
| КО     | Нокаут                          |
| ТКО    | Технический нокаут              |
| PTS    | Решение судей (по очкам)        |
| UD     | Единогласное решение судей      |
| MD     | Решение большинства судей       |
| SD     | Раздельное решение судей        |
| RTD    | Отказ от продолжения боя        |
| DQ     | Дисквалификация                 |
| NC     | Поединок признан несостоявшимся |

| Боксёр                     | Итог боя   | Боксёр                      | Примечания                                                     |
| -------------------------- | ---------- | --------------------------- | -------------------------------------------------------------- |
| Виталий Кличко (44-2)      | TKO4 (12)  | Мануэль Чарр (21-0)         | Поединок за титул WBC World в тяжёлом весе.                    |
| Вячеслав Глазков (12-0)    | UD10 (10)  | Константин Айрих (19-5-2)   | Поединок за титул WBC Baltic Silver в тяжёлом весе.            |
| Магомед Абдусаламов (15-0) | TKO2 (10)  | Джамиль Макклайн(41-12-3)   | Поединок за титул WBC United States в тяжёлом весе.            |
| Аюп Арсаев (12-0)          | RTD4 (10)  | Хаважи Хацыгов (9-0)        | Поединок за титул WBC Baltic в полулёгком весе.                |
| Андрей Мерясев (10-0)      | TKO10 (10) | Мухитдин Раджапбаев (8-2-0) | Поединок за титул WBC Baltic в среднем весе.                   |
| Светлана Кулакова (4-0)    | UD4 (4×2)  | Ирина Барташ (2-0)          | Рейтинговый поединок в первом полусреднем весе (среди женщин). |